# Martín del Barco Centenera
Martín del Barco Centenera (ur. w 1535 w Logrosán, zm. po 1602) – hiszpański ksiądz i poeta.
Od 1572 roku uczestnik wyprawy kolonizacyjnej konkwistadora Juana Ortiz de Zárate w Ameryce Południowej na terenach La Platy. Z czasem otrzymał archidiakonat w Paragwaju, a w 1582 roku przeniósł się do Limy, gdzie pełnił funkcję sekretarza rady miasta. Powrócił do Hiszpanii w 1602 roku.
Zasłynął jako autor poematu Argentina y conquista del Río de la Plata, con otros acaecimientos de los reinos del Perú, Tucumán y estado del Brasil (w skrócie: La Argentina), w którym upowszechnił nazwę późniejszego państwa Argentyna.